# National September 11 Memorial & Museum

Il logo del Memorial 9/11

La National September 11 Memorial & Museum Foundation è un'organizzazione no-profit, nata con lo scopo di raccogliere fondi per costruire il memoriale e il relativo museo in ricordo degli attentati dell'11 settembre 2001. Si trova a New York, presso il sito dove erano ubicate le Torri Gemelle, chiamato Ground Zero dopo la distruzione del World Trade Center.

## Storia
Nell'agosto del 2006, la World Trade Center Memorial Foundation e l'Autorità Portuale di New York e New Jersey hanno avviato la costruzione del "National September 11 Memorial & Museum", i cui lavori sono terminati nel 2011.
Il memoriale si trova presso Ground Zero, luogo dove sorgevano le Torri Gemelle, distrutte durante gli attentati dell'11 settembre 2001.
Il "National September 11 Memorial & Museum Foundation" venne inaugurato con una cerimonia ufficiale, in occasione del decimo anniversario dagli attacchi, l'11 settembre 2011.
Il memoriale venne aperto ufficialmente al pubblico il giorno seguente, mentre il museo fu inaugurato qualche anno dopo, il 15 maggio 2014, per essere poi aperto al pubblico sei giorni dopo. Il memoriale è nato con lo scopo di tenere vivo il ricordo di quanto è accaduto l'11 settembre 2001.

## Il concorso
Nel 2003, la Lower Manhattan Development Corporation lanciò un concorso internazionale per progettare un memoriale sul sito del World Trade Center per commemorare le vite perdute negli attacchi terroristici dell'11 settembre. Il 19 novembre 2003, i tredici membri della giuria - tra cui Maya Lin, la progettista del Vietnam Veterans Memorial e il vicesindaco Patricia Harris - selezionarono gli otto finalisti. Reflecting Absence è stato scelto come progetto vincitore il 6 gennaio 2004.

## Fondazione
La National September 11 Memorial & Museum Foundation è un'associazione no-profit nata per raccogliere fondi per la costruzione del memoriale. L'associazione raggiunse il suo primo obiettivo nell'aprile 2008, raccogliendo 350 milioni di dollari per la costruzione. Il denaro, in aggiunta a ulteriori importi, venne utilizzato per costruire il Memorial & Museum.

### Missione
Gli obiettivi dell'associazione no-profit, che gestisce il memoriale, sono i seguenti:
- Ricordare e onorare le migliaia di uomini, donne e bambini uccisi negli attacchi terroristici del 26 febbraio 1993 e dell'11 settembre 2001.
- Rispettare e far rispettare questo luogo reso sacro dai tragici eventi che lo hanno caratterizzato.
- Riconoscere la resistenza di coloro che sono sopravvissuti, il coraggio di coloro che hanno rischiato la vita per salvare gli altri, e la compassione di tutti coloro che hanno sostenuto le vittime nelle ore più buie.
- Riaffermare il rispetto della vita, rafforzare la determinazione a preservare la libertà.

## Critiche di "Reflecting Absence"
Il memoriale ricevette buone recensioni da parte del pubblico e delle famiglie delle vittime, ma ebbe anche diverse critiche. Molti, infatti, affermavano che la costruzione fosse troppo costosa, complicata ed esteticamente insostenibile. A partire dal 2011, però, molti dei problemi vennero risolti. Fra le affermazioni dei critici vi erano:
- Il costo eccessivo: le stime preliminari prevedevano una spesa intorno ai 500 milioni di dollari. Secondo il Wall Street Journal, sarebbe stato addirittura uno dei monumenti più costosi d'America.
- In origine, il monumento era progettato sotto terra, ma i nomi delle vittime vennero spostati fino al livello della strada.

## Memoriale

### Il progetto
Nel gennaio 2004, il disegno, Reflecting Absence, opera dell'architetto Michael Arad e del paesaggista Peter Walker, è stato selezionato come vincitore del concorso per il progetto del LMDC che ha avuto 5.201 partecipanti da 63 nazioni. Due piscine con le più grandi cascate artificiali degli Stati Uniti si trovano in corrispondenza delle impronte delle Torri Gemelle. Entrambe le piscine misurano 4.000 m² e messe insieme hanno lo scopo di simboleggiare la perdita di vite umane e il vuoto fisico lasciato dagli attacchi terroristici. Il suono dell'acqua serve per soffocare i rumori della città, rendendo il sito un santuario contemplativo. Quasi 400 alberi riempiranno i restanti 24.000 m² (6 acri) del Memorial Plaza.

#### La disposizione dei nomi delle vittime
I nomi delle 2.983 vittime sono iscritti su 76 placche di bronzo che formano i bordi delle piscine del Memorial. Ciò include i nomi delle 2.977 vittime che sono state uccise negli attacchi dell'11 settembre a New York, Arlington (Virginia) e Shanksville (Pennsylvania), così come i nomi delle sei vittime che sono state uccise nell'attentato del 1993 al World Trade Center. I nomi sono stati disposti secondo un algoritmo che è stato usato per creare una "Relazione" propria tra essi. Ad esempio i nomi delle vittime che si trovavano nella Torre Nord (WTC 1), dei passeggeri e dell'equipaggio del volo American Airlines 11 (che ha colpito la Torre Nord) si trovano attorno al perimetro della North Pool. I nomi delle vittime che si trovavano nella Torre Sud (WTC 2), dei passeggeri e dell'equipaggio del volo United Airlines 175 (che ha colpito la Torre Sud) si trovavano attorno al perimetro della South Pool. Qui risiedono anche i nomi delle vittime che si trovavano nelle immediate vicinanze delle Torri Gemelle, dei primi soccorritori che morirono durante le operazioni di salvataggio, dei passeggeri e dell'equipaggio del volo United Airlines 93 (che si schiantò vicino a Shanksville, Pennsylvania), del volo American Airlines 77 (che ha colpito il Pentagono), delle vittime che erano al Pentagono, e delle vittime dell'attentato dinamitardo del 1993 al World Trade Center. È stato deciso che i nomi delle società di appartenenza non dovevano essere inclusi. Tuttavia, i dipendenti della società, i passeggeri dei quattro voli sono elencati insieme così come sono elencati insieme i soccorritori con le loro unità.

### La costruzione
Il 13 marzo 2006, gli operai giunsero al sito del WTC per iniziare a lavorare sul progetto Reflecting Absence. In quello stesso giorno, i parenti delle vittime e altri cittadini interessati si riunirono per protestare contro il nuovo memoriale, affermando che esso avrebbe dovuto essere costruito in superficie e non sottoterra. Il presidente della fondazione memoriale, però, dichiarò che i familiari erano stati consultati e che il lavoro sarebbe proseguito come previsto. Nel maggio successivo venne rivelato che il costo stimato per la realizzazione del progetto era salito a oltre un miliardo di dollari. Sempre nel 2006, su richiesta del governatore George Pataki e del sindaco Michael Bloomberg, il costruttore Frank Sciame effettuò un'analisi che, durata circa un mese, dimostrò che modificando di poco il progetto si sarebbe rientrati nel budget di 500 milioni di dollari.

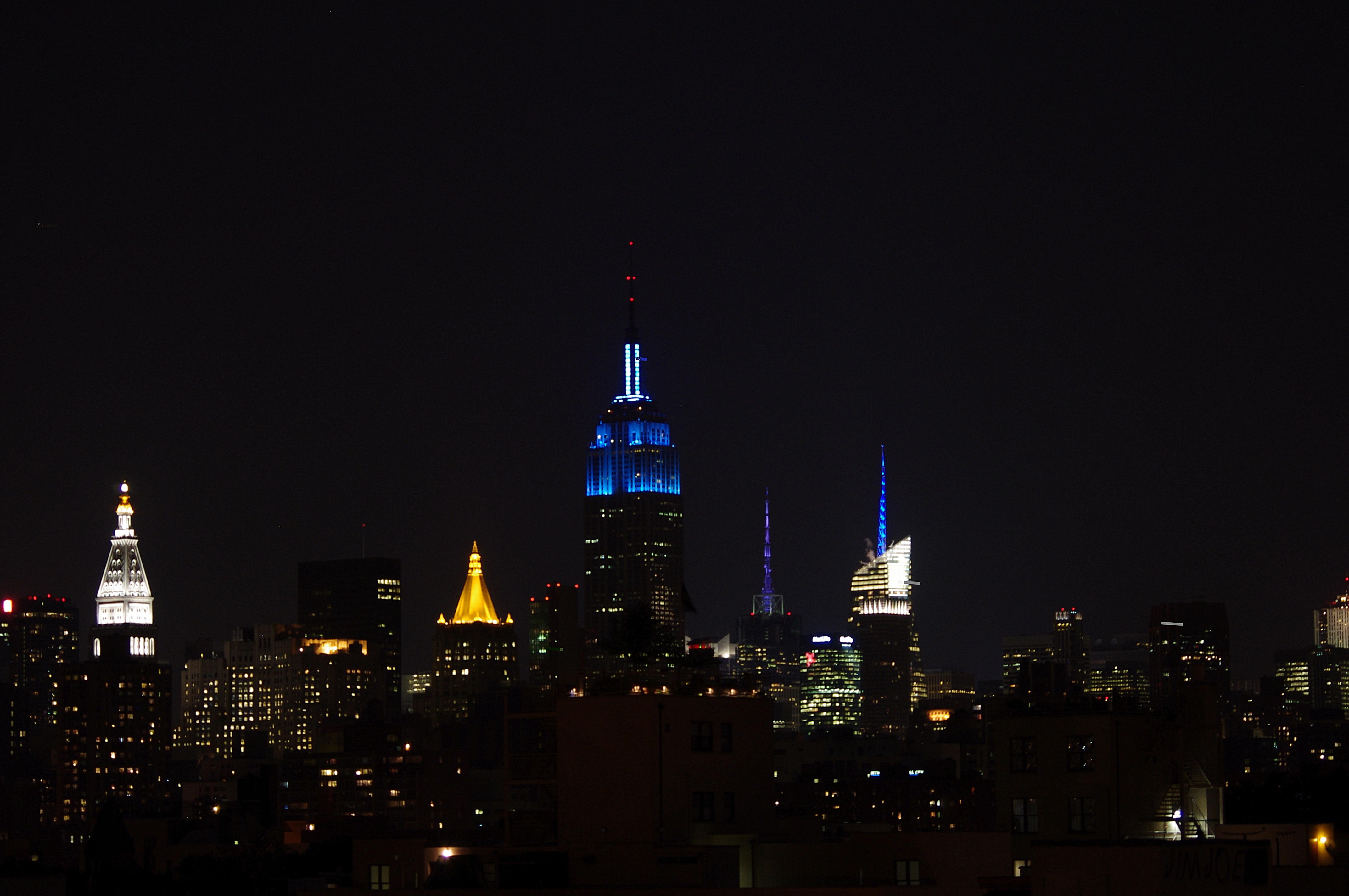
L'Empire State Building illuminato di blu il 12 settembre 2011, in onore dell'apertura del memoriale

Nel luglio 2008, la cosiddetta "Scala dei sopravvissuti", composta dalla struttura originaria che permise a molti di salvarsi dalle conseguenze dell'attentato, fu il primo manufatto a essere spostato nel museo e alla fine dell'agosto seguente, la costruzione delle fondamenta era terminata. Il 2 settembre gli operai innalzarono la prima colonna del memoriale, pesante 7700 chili, presso l'angolo destro dell'impronta della Torre Nord. In tutto, 9.100 tonnellate di acciaio saranno installate presso il sito del monumento. Nell'aprile 2010, le piscine erano quasi completate e l'85% del cemento era stato versato; il 22 aprile, i lavoratori iniziarono l'installazione del rivestimento in granito per le piscine. Alla fine di giugno il rivestimento in granito della piscina Nord era stato completato e gli operai avevano iniziato l'installazione del granito nella piscina Sud. Ad agosto i lavoratori cominciarono a piantare gli alberi nella piazza del memoriale e a settembre i lavoratori installarono due tridenti, ossia le colonne portanti esterne delle ex torri, che avevano appunto quella forma. A novembre si avviò il test per la cascata della piscina Nord. Nel marzo del 2011 venne avviata l'installazione dei pannelli di vetro sulla facciata del padiglione del museo. A maggio si avviarono il test per la cascata della piscina Sud e la costruzione progredì in modo significativo durante la primavera, come evidenziato dal rivestimento del museo che è stato quasi completato. La maggior parte del memoriale è stato completato in tempo per il decimo anniversario degli attacchi dell'11 settembre, con l'apertura del museo prevista per l'anno dopo. A partire dal 24 agosto, più di 239 alberi vennero piantati nel sito e il memoriale venne aperto, anche se non al pubblico, con una cerimonia speciale avvenuta l'11 settembre 2011. Inoltre, entrambe le piscine furono completate e i test continuarono ogni giorno per assicurare che le cascate funzionassero ininterrottamente. Il 12 settembre il memoriale venne ufficialmente aperto al pubblico, mentre i lavori del museo proseguirono fino al 2014.

## Museo

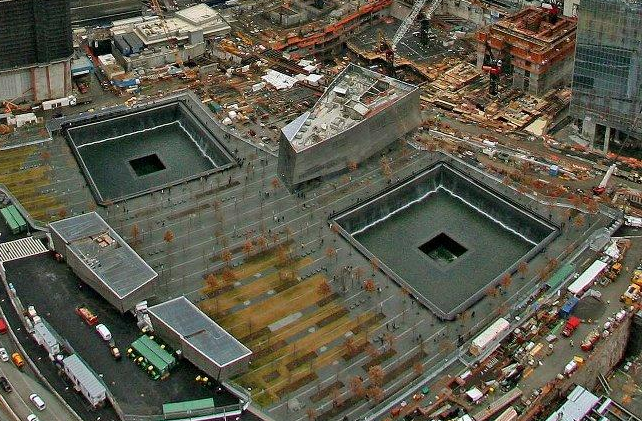
Il memoriale completato con il museo ancora in costruzione nel 2012

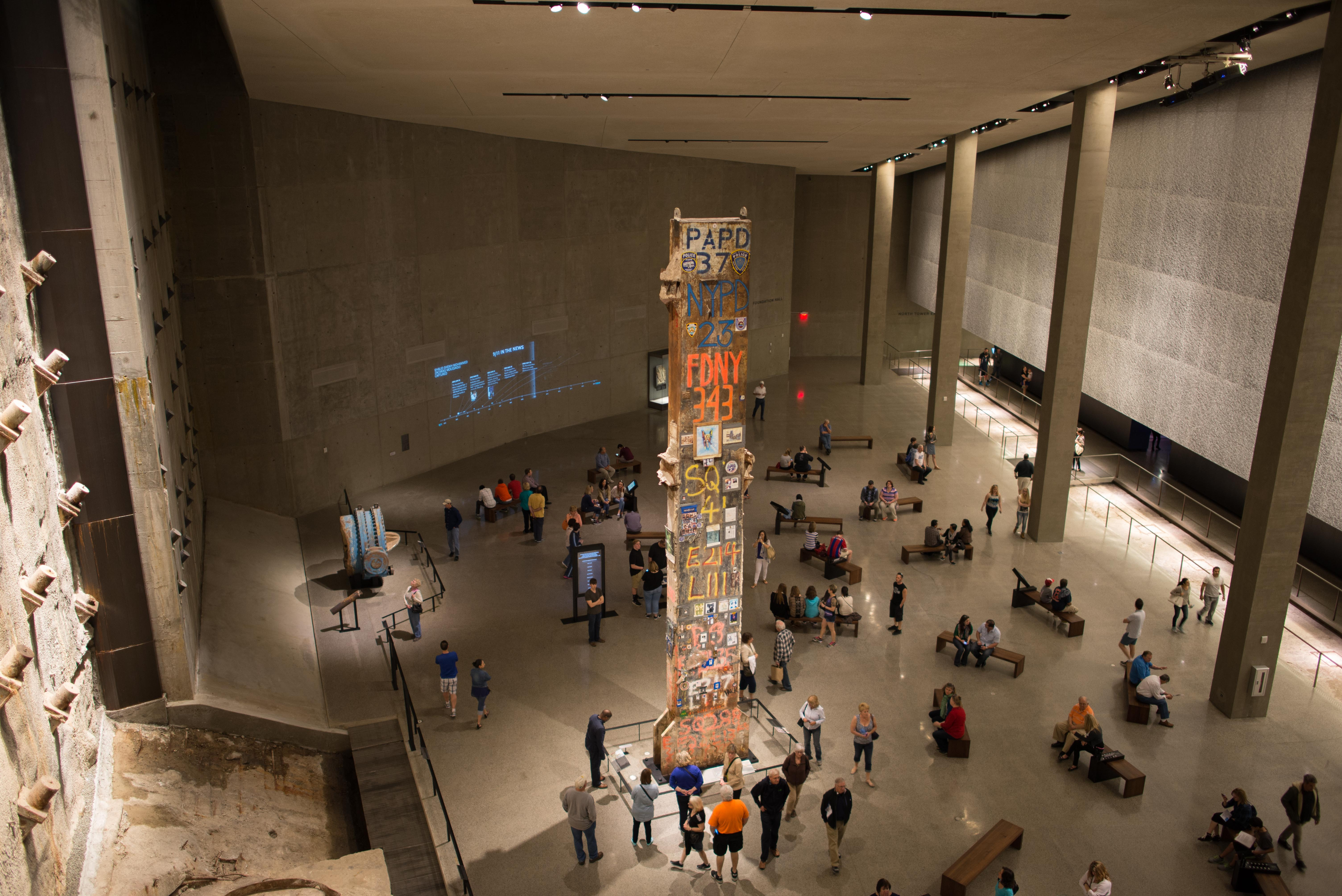
La sala principale del Museo

### Il progetto
Progettato da Davis Brody Bond LLP, il museo viene collocato a circa 21 metri di profondità.
L'entrata del museo si trova nel padiglione progettato da Snøhetta, uno studio di architettura norvegese. Due dei tridenti originali delle Torri Gemelle si trovano in questo padiglione. Una delle pareti del museo sotterraneo è stata costituita dal “The Bathtub”, il muro di contenimento che trattiene il fiume Hudson e che è rimasto indenne dopo l'11 settembre.

### La costruzione
Il Museo è un luogo commemorativo sotterraneo, dove trovano posto alcuni dei reperti recuperati da Ground Zero subito dopo gli attacchi, e pezzi di acciaio che formavano le Torri Gemelle, come l'ultimo pezzo di acciaio che ha lasciato Ground Zero (maggio 2002). Il suo completamento era previsto per l'11 settembre 2013. A dicembre 2011 tuttavia, la costruzione del Museo, ha subito una battuta d'arresto. È nata, infatti, una controversia finanziaria tra l'Autorità Portuale di New York e New Jersey e il National September 11 Memorial and Museum foundation, per decidere chi debba essere responsabile per i costi della costruzione. Il 13 marzo 2012, nonostante la discussione stesse continuando, il progetto di costruzione è stato riavviato, per poi essere terminato nel 2014, con tanto di inaugurazione e di apertura al pubblico il 15 e 21 maggio.

## Altri memoriali dell'11 settembre
- Tribute in Light (in funzione ogni 11 settembre), Manhattan, New York
- Flight 93 National Memorial, Shanksville, Pennsylvania
- Pentagon Memorial, Washington
- Staten Island September 11 Memorial, Staten Island, New York

## Galleria d'immagini

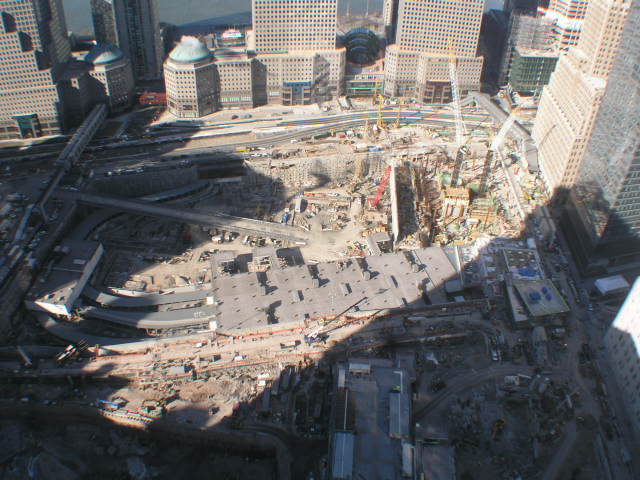
I lavori al 21 gennaio 2008
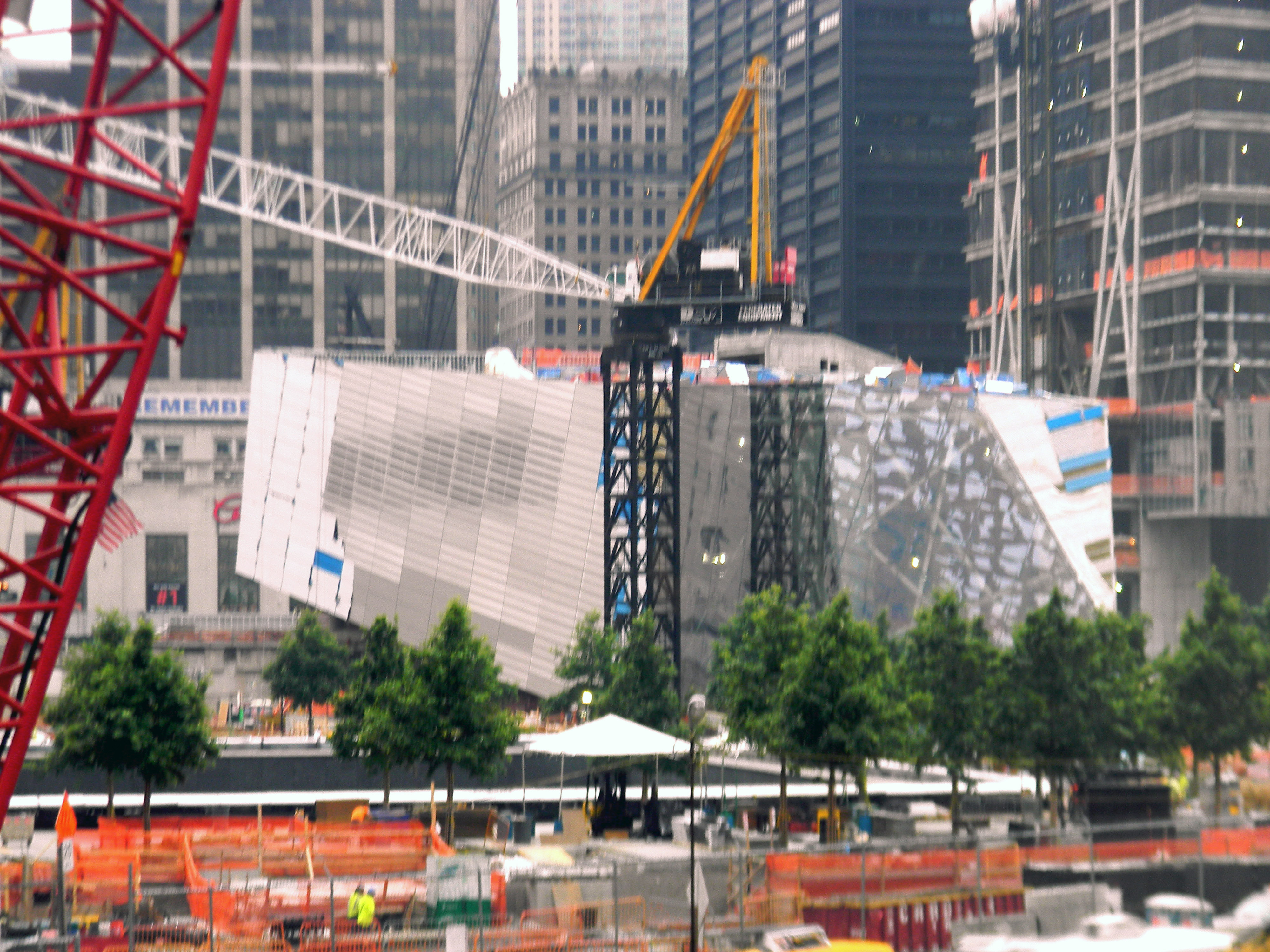
I lavori al 1º giugno 2011
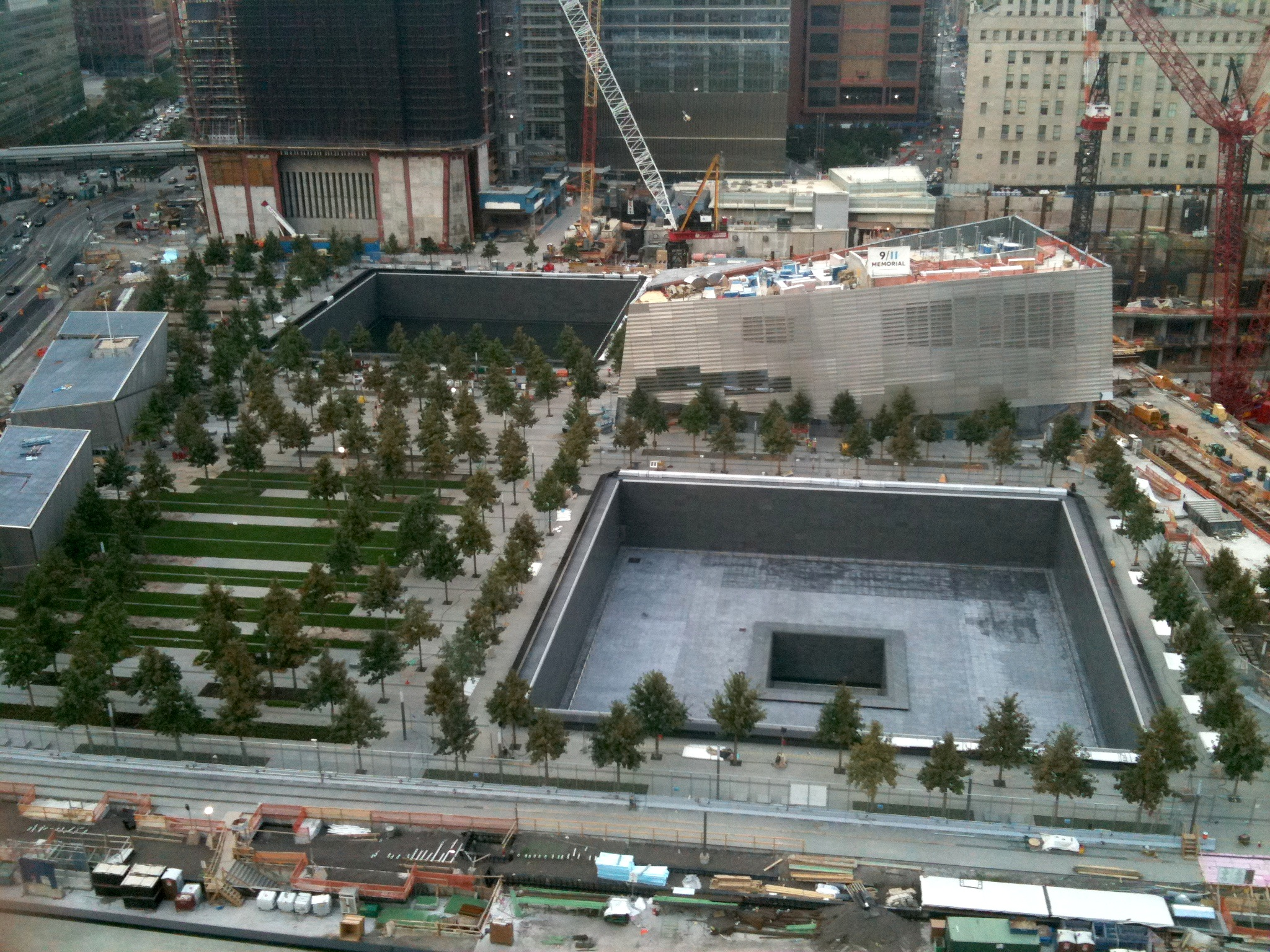
I lavori al 19 agosto 2011
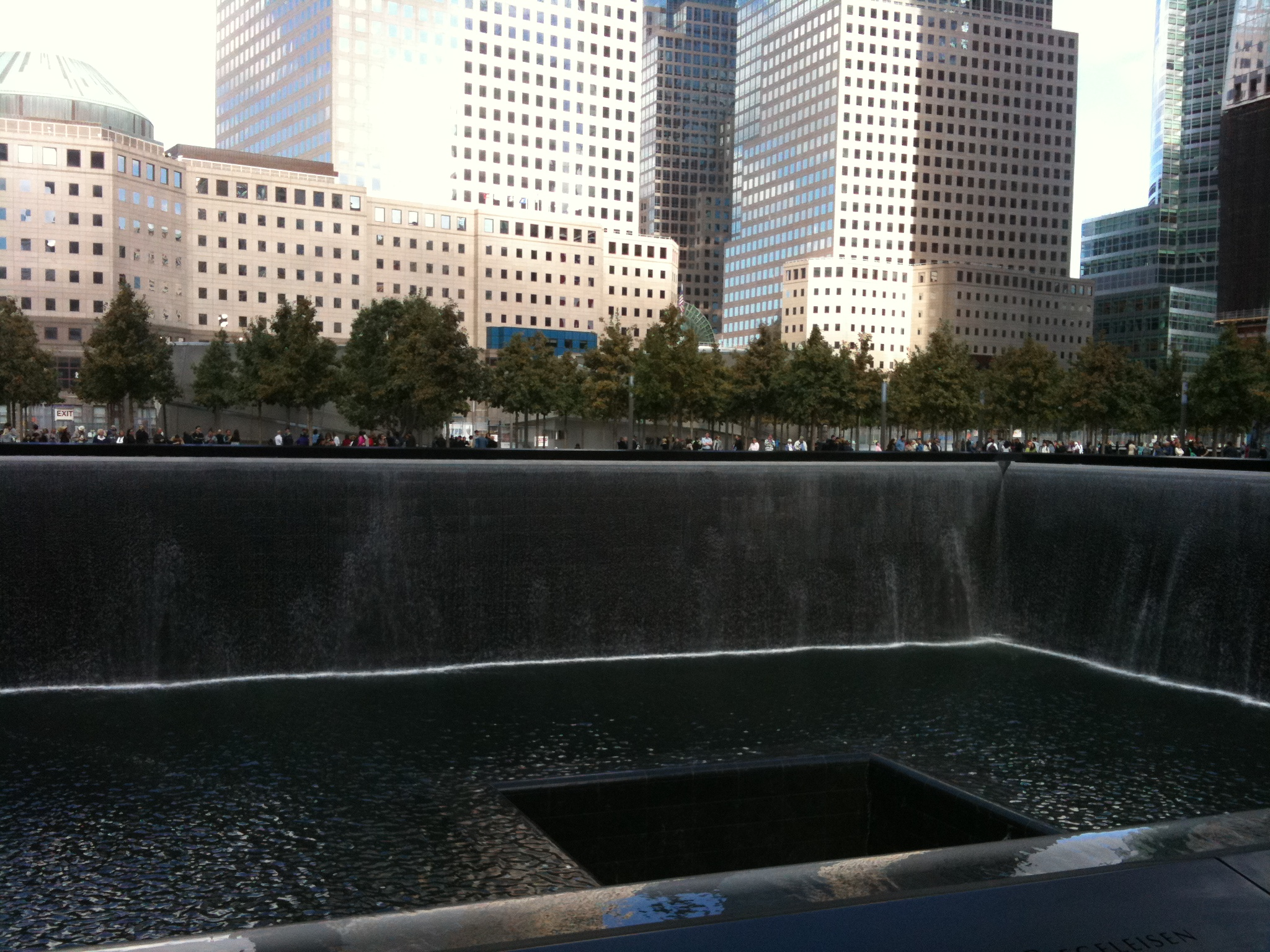
La fontana completata sul sito dove sorgeva la Torre Sud, aperta al pubblico il 12 settembre 2011
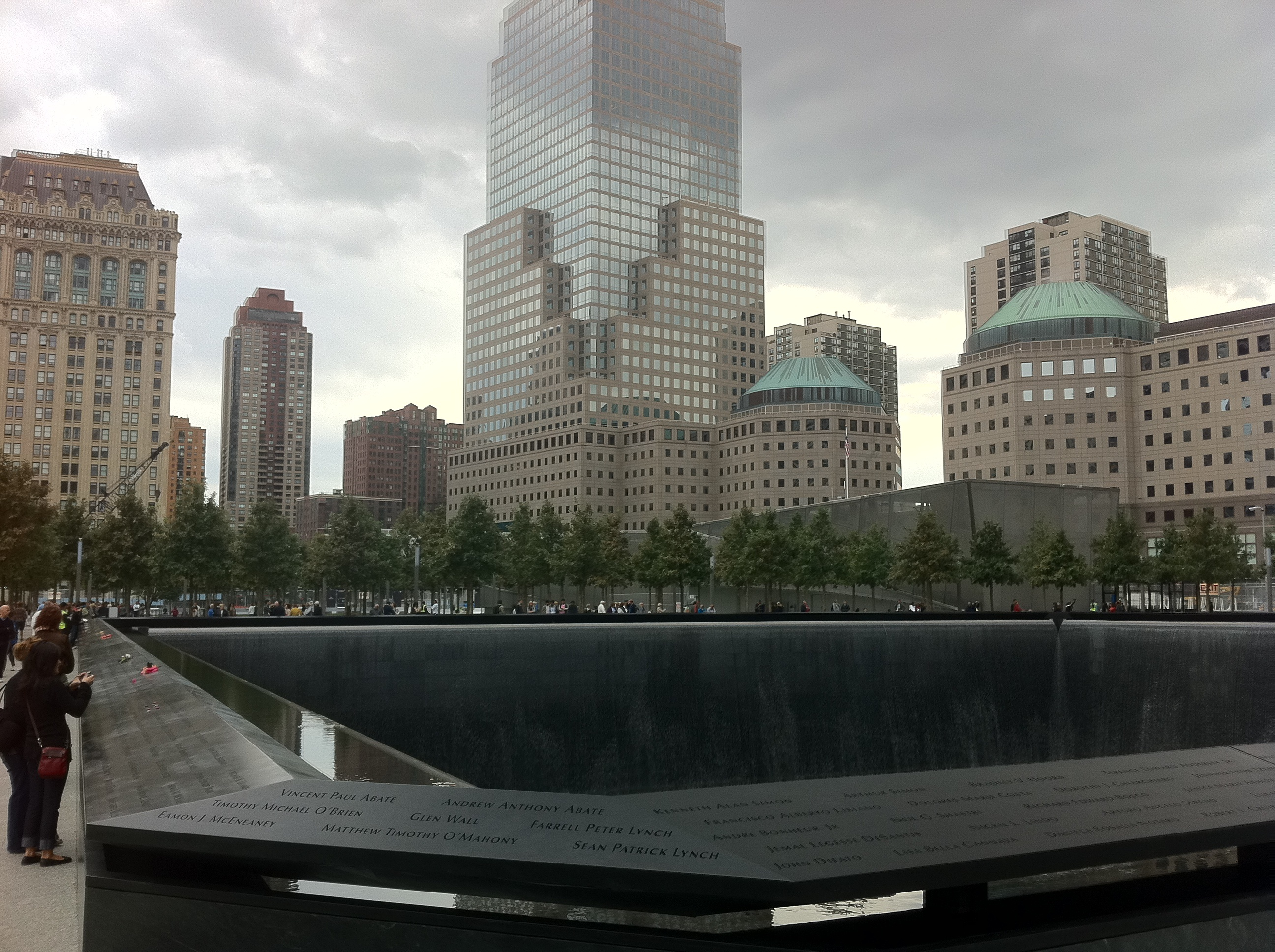
La fontana completata sul sito dove sorgeva la Torre Nord, nel 2011
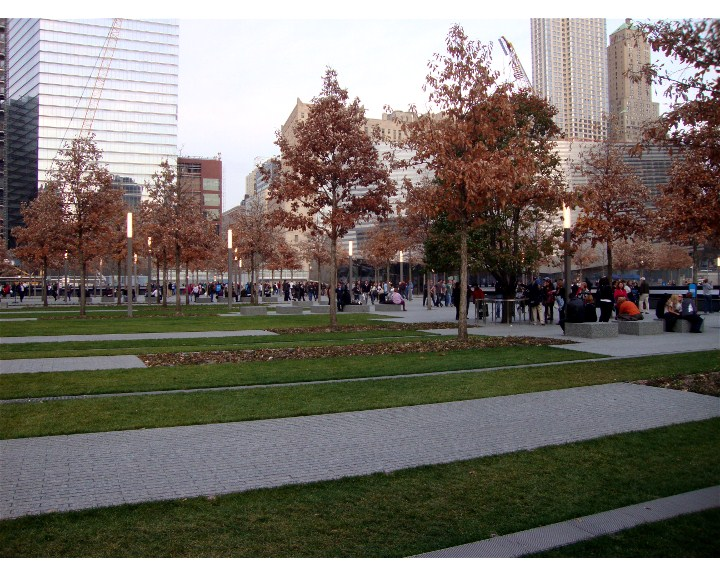
Il parco del memoriale a novembre 2011
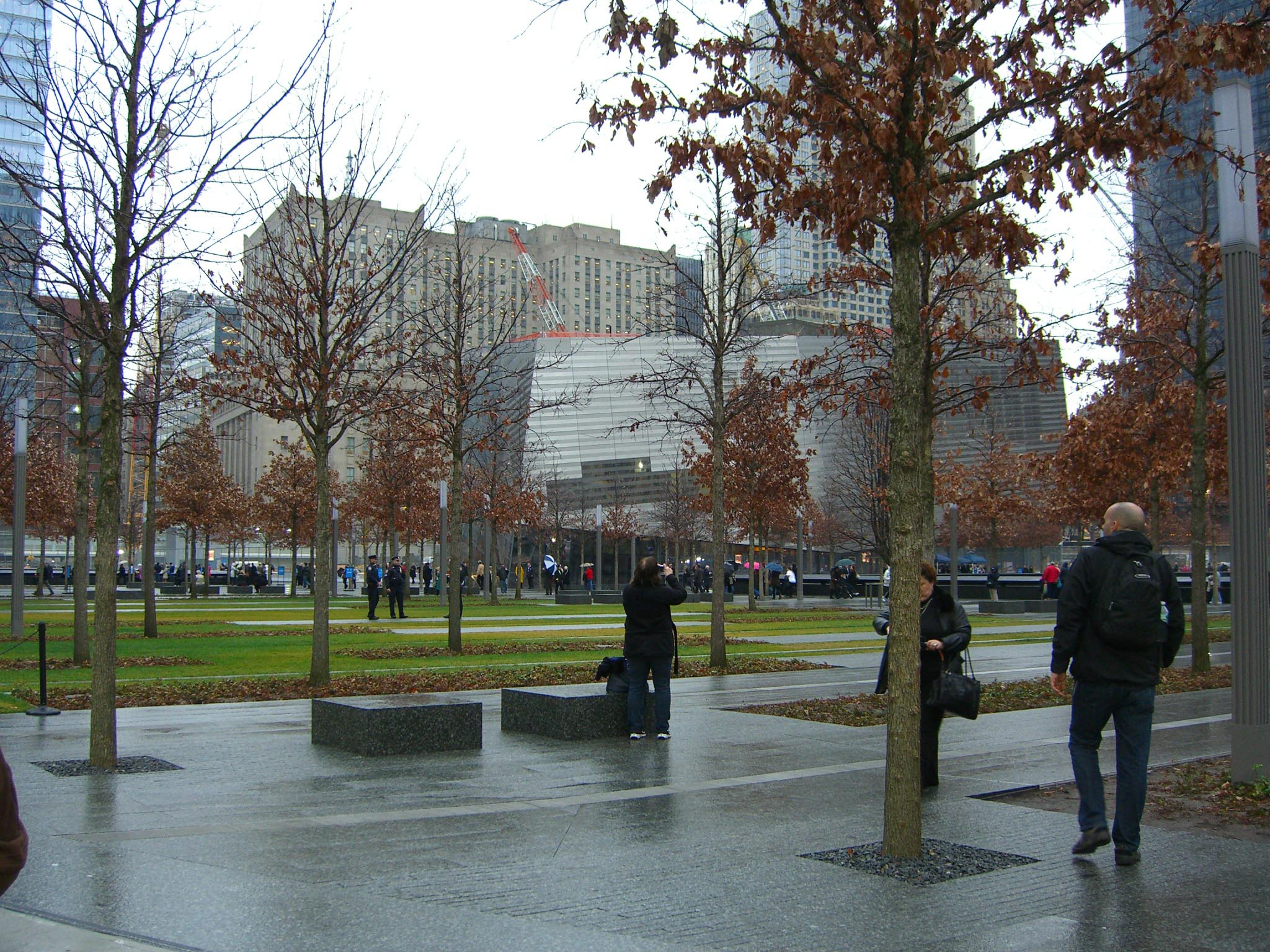
Il parco del memoriale a dicembre 2011. In fondo è ben visibile il museo in costruzione
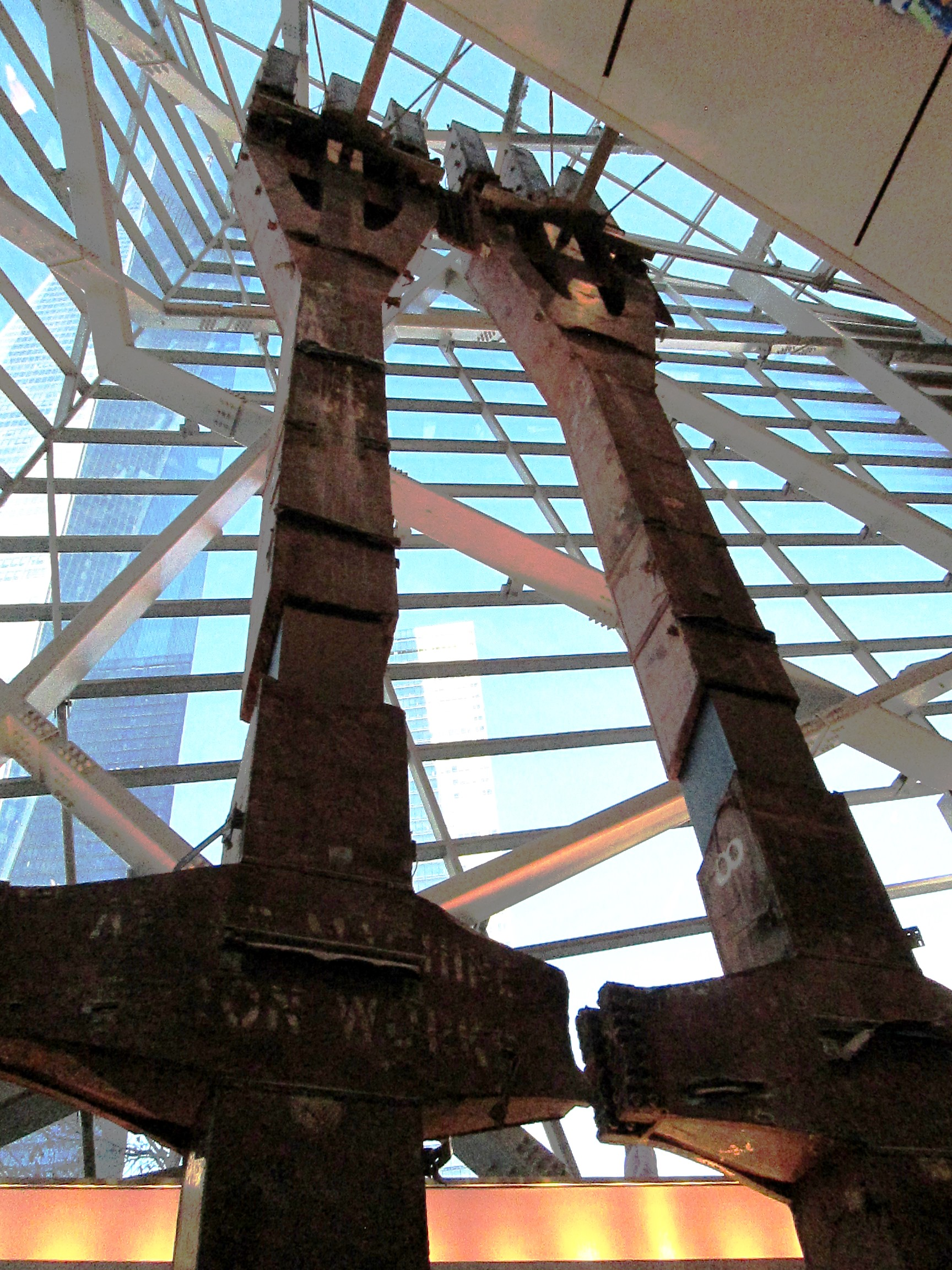
Una sezione delle Torri all'interno del museo
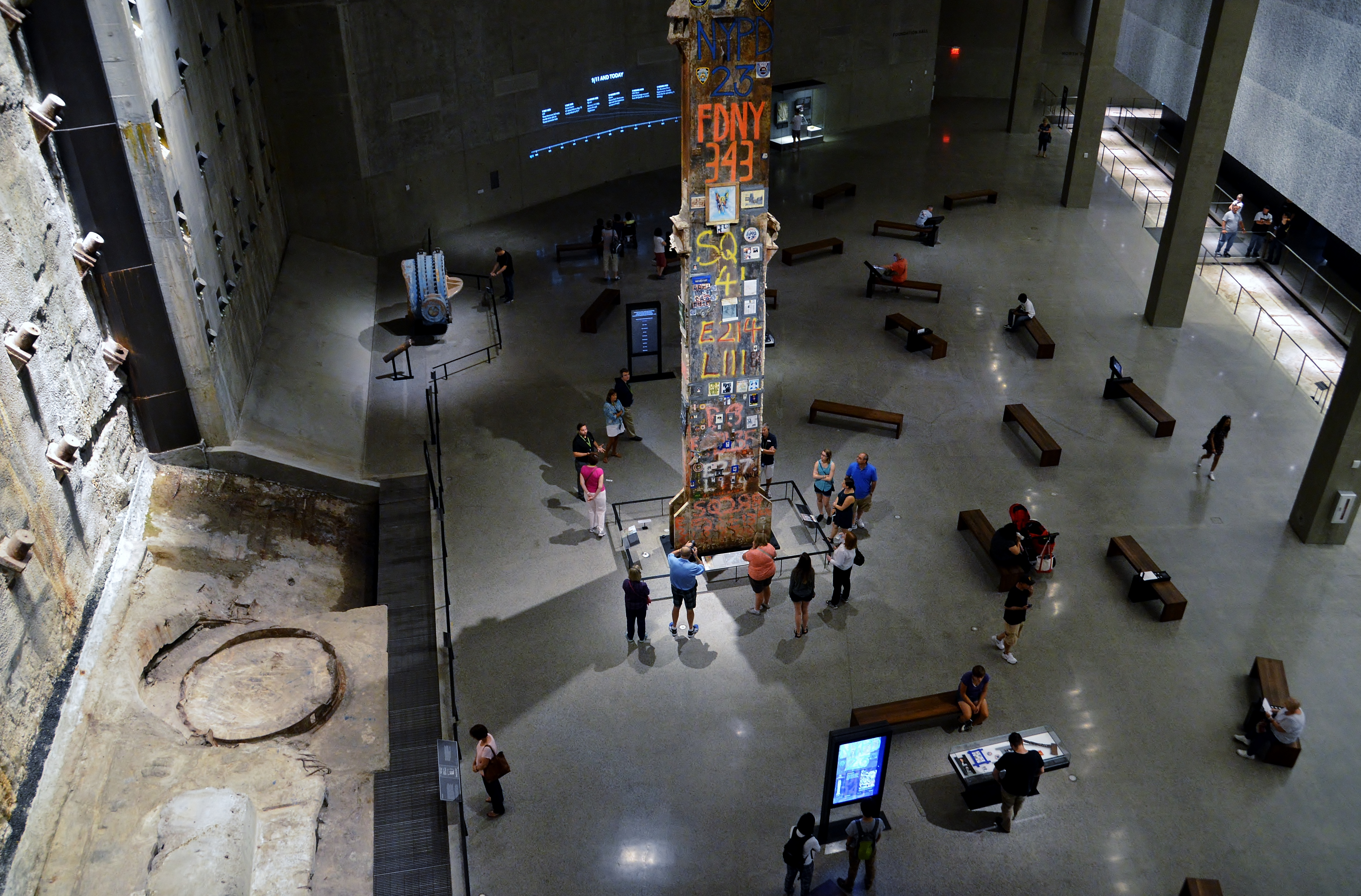
L'interno del Museo
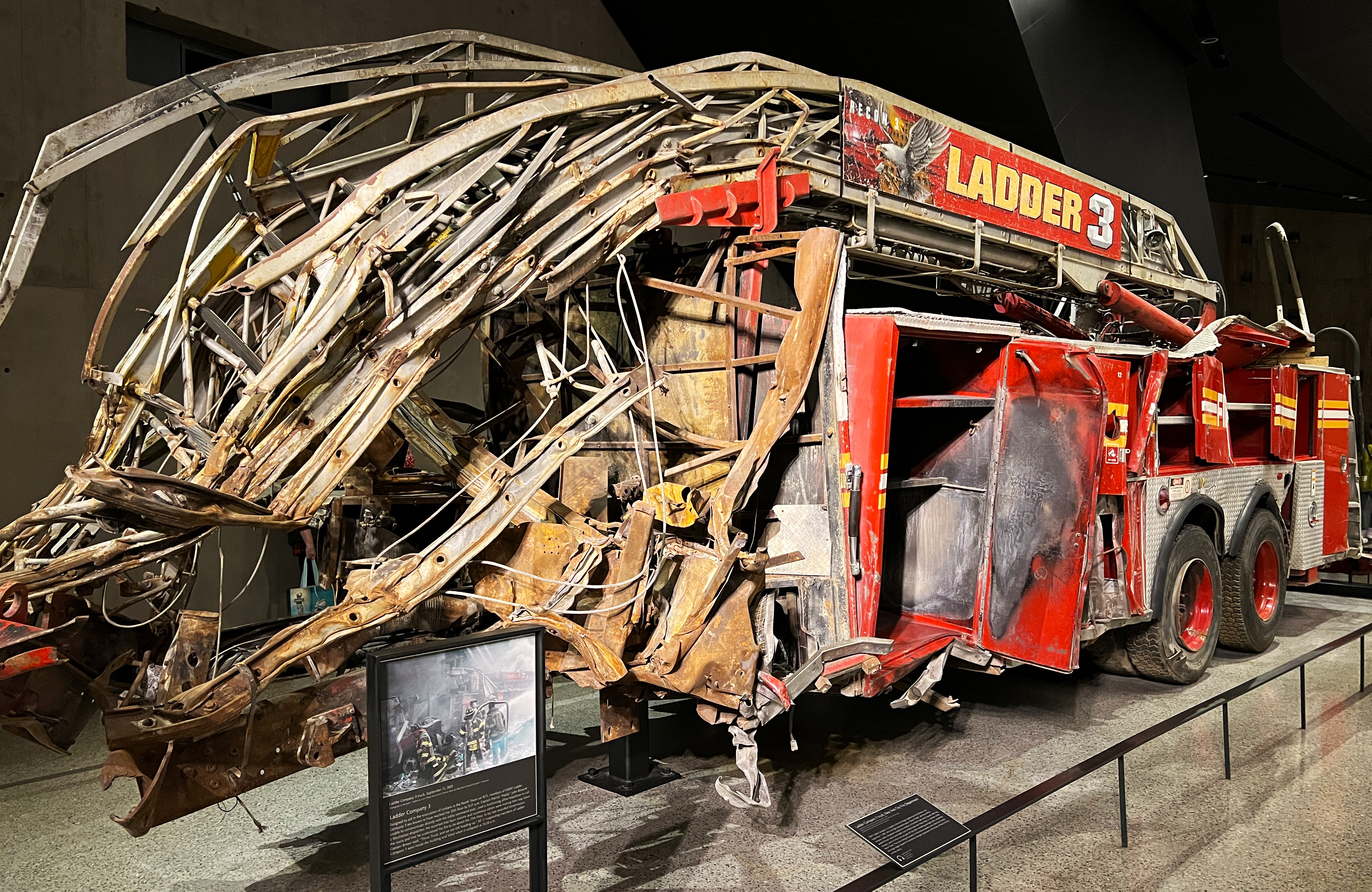
Il camion dei Vigili del Fuoco conservato al museo
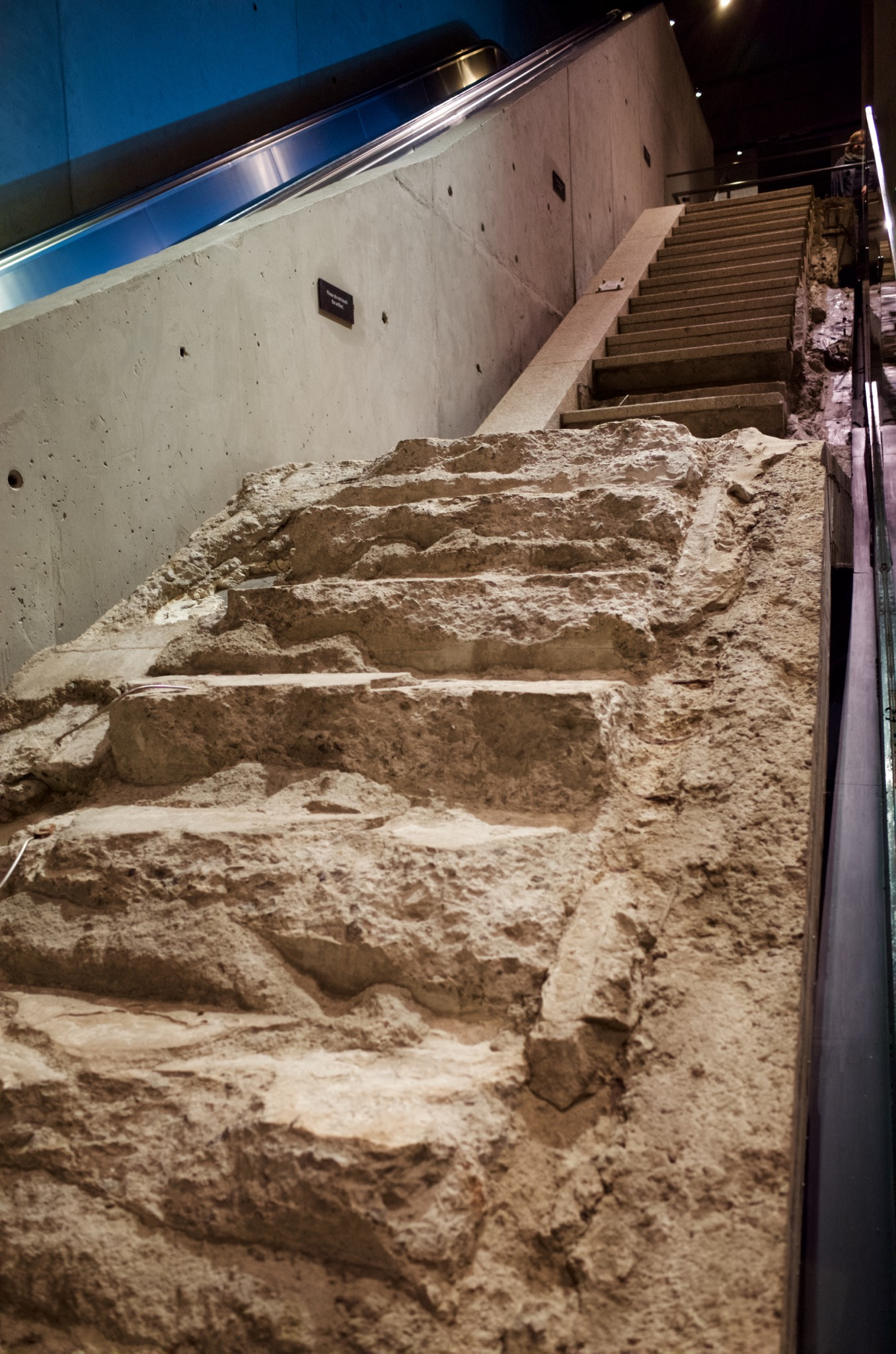
La "Survivors Staircase" all'interno del museo